# Lista de campeões mundiais dos pesos-pesados da NWA

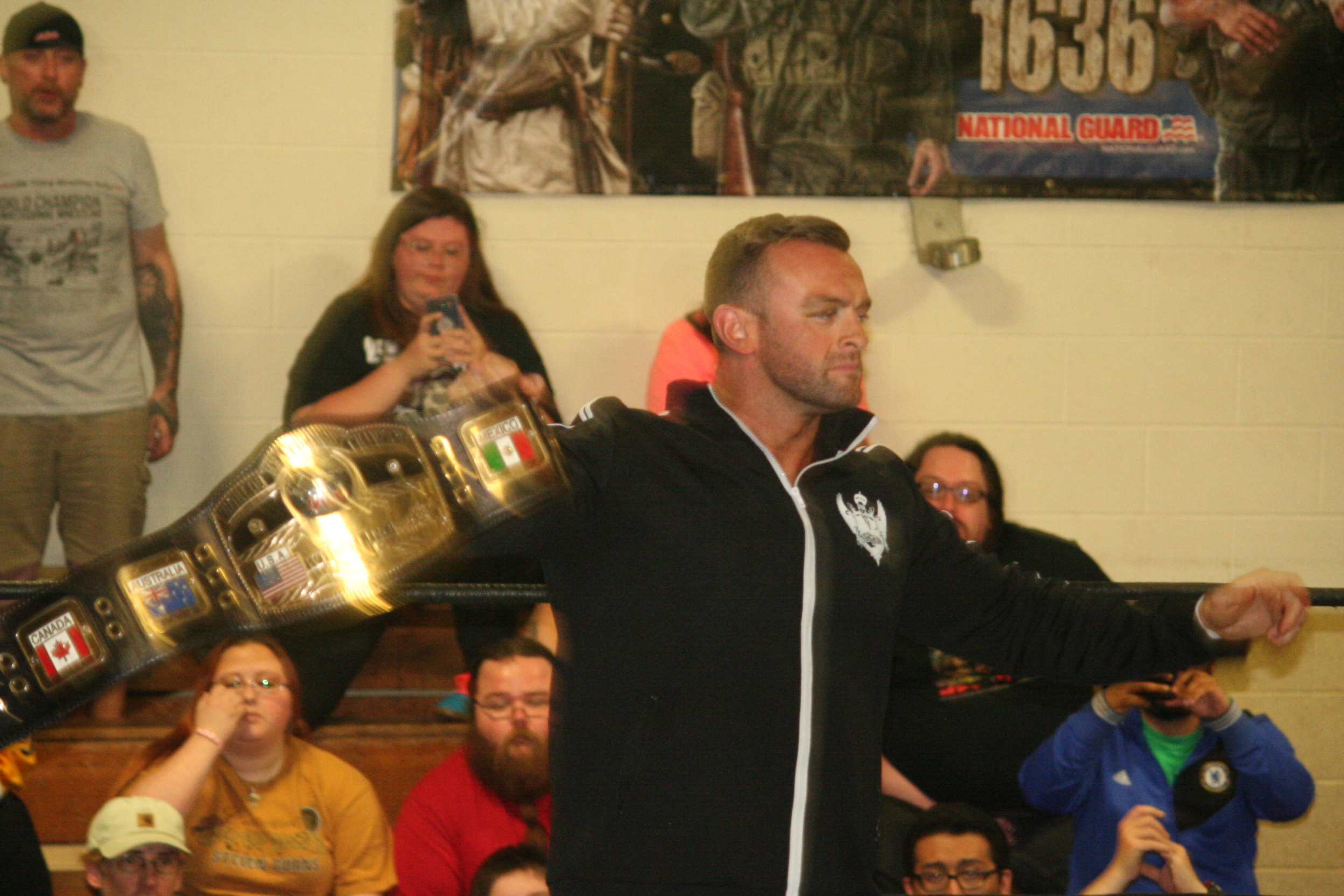
Nick Aldis, atualmente em seu segundo reinado como campeão mundial dos pesos-pesados da NWA.

Esta lista de campeões mundiais dos pesos-pesados da NWA reúne os atletas que obtiveram este título de luta profissional que pertence a promoção estadunidense National Wrestling Alliance (NWA). Criado em 1948, é o primeiro título mundial da empresa. Servindo como cinturão principal do corpo governante de diversas promoções afiliadas, o título tinha seu campeão escolhido por consenso entre os promotores afiliados, tendo a função de viajar entre os territórios da NWA defendendo o cinturão. Em 2002, o controle do cinturão foi dado à Total Nonstop Action Wrestling (TNA), onde foi usado como principal título da empresa até 2007.
O primeiro campeão foi Orville Brown, que venceu o campeonato em 1948, bem como em abril de 2025, o atual campeão é Nick Aldis, que está em seu segundo reinado. No total, houve 54 campeões, segmentados em 97 reinados.

## História

### Nomes
| Nome                               | Anos                           |
| ---------------------------------- | ------------------------------ |
| NWA World Heavyweight Championship | 14 de julho de 1948 — presente |

### Reinados
Em 2 de abril de 2025.
| #  | Lutador              | Reinado | Data                    | Dias com o título | Local                 | Evento                                                       | Notas | Ref.          |
| -- | -------------------- | ------- | ----------------------- | ----------------- | --------------------- | ------------------------------------------------------------ | --- | ------------- |
| 1  | Orville Brown        | 1       | 14 de julho de 1948     | 501               | Des Moines, IA        | Evento ao vivo                                               | Nomeado primeiro campeão pela junta administrativa da National Wrestling Alliance (NWA). Seu reinado inicia após sua vitória contra Sonny Myers. | [ 1 ]         |
| 2  | Lou Thesz            | 1       | 27 de novembro de 1949  | 2300              | —                     | —                                                            | Recebeu o título após Brown sofrer um acidente automobilístico. Durante o reinado, Thesz unificou o título ao National Wrestling Association World Heavyweight Championship ao derrotar Bill Longson em 20 de julho de 1948 e ao World Heavyweight Championship (versão de Los Angeles) ao derrotar Baron Michele Leone em 21 de maio de 1952.                                   | [ 2 ]         |
| —  | Leo Nomellini        | —       | 22 de março de 1955     | 115               | São Francisco, CA     | Evento ao vivo                                               | Derrotou Thesz por desqualificação em uma luta de duas quedas. A Comissão Atlética da Califórnia reconheceu a mudança de título, mas Thesz e a National Wrestling Alliance (NWA) não, já que o título não poderia mudar de mãos por desqualificação. | [ 3 ]         |
| —  | Lou Thesz            | —       | 15 de julho de 1955     | 244               | St. Louis, MO         | —                                                            | Sam Muchnick, presidente da National Wrestling Alliance (NWA), anunciou em 19 de julho de 1955 que a mudança de título não havia sido válida e não seria reconhecida pela NWA. | [ 3 ]         |
| 3  | Whipper Billy Watson | 1       | 15 de março de 1956     | 239               | Toronto, ON           | Evento ao vivo                                               | Venceu o título por contagem. | [ 4 ]         |
| 4  | Lou Thesz            | 2       | 9 de novembro de 1956   | 370               | St. Louis, MO         | Evento ao vivo                                               | | [ 2 ]         |
| —  | Édouard Carpentier   | —       | 14 de junho de 1957     | 72                | Chicago, IL           | Evento ao vivo                                               | Venceu o título após Thesz se lesionar durante o combate. Após ser derrotado por Thesz por desqualificação em 24 de julho de 1957, passa a ser reconhecido como campeão em alguns territórios. | [ 5 ]         |
| —  | Lou Thesz            | —       | 25 de agosto de 1957    | 81                | —                     | —                                                            | Reconquistou o título após Carpentier deixar a National Wrestling Alliance (NWA) com o promotor Eddie Quinn. Em 25 de março de 1957, a NWA deixou de reconhecer os reinados de Carpentier. | [ 5 ]         |
| 5  | Dick Hutton          | 1       | 14 de novembro de 1957  | 421               | Toronto, ON           | Evento ao vivo                                               | | [ 6 ]         |
| 6  | Pat O'Connor         | 1       | 9 de janeiro de 1959    | 903               | St. Louis, MO         | Evento ao vivo                                               | | [ 7 ]         |
| 7  | Buddy Rogers         | 1       | 30 de junho de 1961     | 414               | Chicago, IL           | Evento ao vivo                                               | | [ 8 ]         |
| —  | Bobo Brazil          | —       | 18 de agosto de 1962    | 73                | Newark, NJ            | Evento ao vivo                                               | Brazil recusou a vitória após Rogers afirmar estar lesionado. Em 6 de setembro de 1962, Brazil foi declarado campeão oficial após os médicos não detectarem qualquer lesão em Rogers. | [ 9 ]         |
| —  | Buddy Rogers         | —       | 30 de outubro de 1962   | 22                | Toledo, OH            | Evento ao vivo                                               | | [ 9 ]         |
| —  | Killer Kowalski      | —       | 21 de novembro de 1962  | 61                | Montreal, QC          | Evento ao vivo                                               | Venceu o título após Rogers sofrer um tornozelo quebrado. | [ 10 ]        |
| —  | Buddy Rogers         | —       | 21 de janeiro de 1963   | 3                 | Nova Iorque, NY       | Evento ao vivo                                               | |               |
| 8  | Lou Thesz            | 3       | 24 de janeiro de 1963   | 1079              | Toronto, ON           | Evento ao vivo                                               | Unificou o título ao WWA World Heavyweight Championship ao derrotar Dory Funk, Jr. em 4 de janeiro de 1965 e ao AWA World Heavyweight Championship ao derrotar Karl Krauser em 7 de setembro de 1967. | [ 2 ]         |
| 9  | Gene Kiniski         | 1       | 7 de janeiro de 1966    | 1131              | St. Louis, MO         | Evento ao vivo                                               | | [ 11 ]        |
| 10 | Dory Funk, Jr.       | 1       | 11 de fevereiro de 1969 | 1563              | Tampa, FL             | Evento ao vivo                                               | | [ 12 ]        |
| 11 | Harley Race          | 1       | 24 de maio de 1973      | 57                | Kansas City, MO       | Evento ao vivo                                               | | [ 13 ]        |
| 12 | Jack Brisco          | 1       | 20 de julho de 1973     | 500               | Houston, TX           | Evento ao vivo                                               | | [ 14 ]        |
| 13 | Giant Baba           | 1       | 2 de dezembro de 1974   | 7                 | Kagoshima, JPN        | Evento ao vivo                                               | Foi uma luta de duas quedas. | [ 15 ] [ 16 ] |
| 14 | Jack Brisco          | 2       | 9 de dezembro de 1974   | 366               | Toyohashi, JPN        | Evento ao vivo                                               | | [ 16 ]        |
| 15 | Terry Funk           | 1       | 10 de dezembro de 1975  | 424               | Miami, FL             | Evento ao vivo                                               | | [ 17 ]        |
| 16 | Harley Race          | 2       | 6 de fevereiro de 1977  | 926               | Toronto, ON           | Evento ao vivo                                               | | [ 18 ]        |
| 17 | Dusty Rhodes         | 1       | 21 de agosto de 1979    | 5                 | Tampa, FL             | Evento ao vivo                                               | | [ 19 ]        |
| 18 | Harley Race          | 3       | 26 de agosto de 1979    | 66                | Orlando, FL           | Evento ao vivo                                               | | [ 19 ]        |
| 19 | Giant Baba           | 2       | 31 de outubro de 1979   | 7                 | Nagoya, JPN           | Evento ao vivo                                               | | [ 20 ]        |
| 20 | Harley Race          | 4       | 7 de novembro de 1979   | 302               | Amagasaki, JPN        | AJPW Giant Series                                            | | [ 21 ]        |
| 21 | Giant Baba           | 3       | 4 de setembro de 1980   | 5                 | Saga, JPN             | Evento ao vivo                                               | | [ 22 ]        |
| 22 | Harley Race          | 5       | 9 de setembro de 1980   | 230               | Ohtsu, JPN            | Evento ao vivo                                               | | [ 23 ]        |
| 23 | Tommy Rich           | 1       | 27 de abril de 1981     | 4                 | Augusta, GA           | Evento ao vivo                                               | | [ 24 ]        |
| 24 | Harley Race          | 6       | 1 de maio de 1981       | 51                | Gainesville, GA       | Evento ao vivo                                               | | [ 24 ]        |
| 25 | Dusty Rhodes         | 2       | 21 de junho de 1981     | 88                | Atlanta, GA           | Evento ao vivo                                               | | [ 25 ]        |
| 26 | Ric Flair            | 1       | 17 de setembro de 1981  | 346               | Kansas City, MO       | Evento ao vivo                                               | | [ 26 ]        |
| —  | Jack Veneno          | —       | 29 de agosto de 1982    | <1                | Santo Domingo, DOM    | Evento ao vivo                                               | Flair permitiu que Veneno vencesse para evitar uma rebelião na arena. | [ 27 ]        |
| —  | Ric Flair            | —       | 29 de agosto de 1982    | 130               | Santo Domingo, DOM    | —                                                            | Título devolvido para Flair no mesmo dia da derrota para Veneno. | [ 27 ]        |
| —  | Carlos Colón         | —       | 6 de janeiro de 1983    | 17                | San Juan, PRI         | Evento ao vivo                                               | O WWC World Heavyweight Championship de Colón também foi disputado. | [ 28 ]        |
| —  | Ric Flair            | —       | 23 de janeiro de 1983   | 138               | Miami, FL             | Evento ao vivo                                               | | [ 28 ]        |
| 27 | Harley Race          | 7       | 10 de junho de 1983     | 167               | St. Louis, MO         | Evento ao vivo                                               | | [ 29 ]        |
| 28 | Ric Flair            | 2       | 24 de novembro de 1983  | 117               | Greensboro, NC        | Starrcade (1983)                                             | Foi uma luta em uma jaula de aço com Gene Kiniski como árbitro. | [ 30 ]        |
| 29 | Harley Race          | 8       | 20 de março de 1984     | 2                 | Wellington, NZ        | Evento ao vivo                                               | A mudança não foi autorizada pela NWA, não sendo reconhecida por anos. Após a morte de Race em 1 de agosto de 2019, a companhia passou a reconhecer Race como oito vezes campeão, também reconhecendo o reinado subsequente de Ric Flair. | [ 32 ]        |
| 30 | Ric Flair            | 3       | 22 de março de 1984     | 45                | Geylang, SIN          | Evento ao vivo                                               | | [ 32 ]        |
| 31 | Kerry Von Erich      | 1       | 6 de maio de 1984       | 18                | Irving, TX            | Von Erich Memorial Parade of Champions                       | | [ 33 ]        |
| 32 | Ric Flair            | 4       | 24 de maio de 1984      | 793               | Yokosuka, JPN         | Evento ao vivo                                               | | [ 34 ]        |
| 33 | Dusty Rhodes         | 3       | 26 de julho de 1986     | 14                | Greensboro, NC        | The Great American Bash (1986)                               | | [ 35 ]        |
| 34 | Ric Flair            | 5       | 9 de agosto de 1986     | 413               | St. Louis, MO         | Evento ao vivo                                               | | [ 36 ]        |
| 35 | Ron Garvin           | 1       | 25 de setembro de 1987  | 62                | Detroit, MI           | Evento ao vivo                                               | Foi uma luta em uma jaula de aço. | [ 37 ]        |
| 36 | Ric Flair            | 6       | 26 de novembro de 1987  | 452               | Chicago, IL           | Starrcade (1987)                                             | Foi uma luta em uma jaula de aço. | [ 38 ]        |
| 37 | Ricky Steamboat      | 1       | 20 de fevereiro de 1989 | 76                | Chicago, IL           | Chi-Town Rumble                                              | | [ 39 ]        |
| 38 | Ric Flair            | 7       | 7 de maio de 1989       | 426               | Nashville, TN         | WrestleWar (1989)                                            | | [ 40 ]        |
| 39 | Sting                | 1       | 7 de julho de 1990      | 188               | Baltimore, MD         | The Great American Bash (1990)                               | | [ 41 ]        |
| 40 | Ric Flair            | 8       | 11 de janeiro de 1991   | 69                | East Rutherford, NJ   | Evento ao vivo                                               | | [ 42 ]        |
| 41 | Tatsumi Fujinami     | 1       | 21 de março de 1991     | 59                | Tóquio, JPN           | WCW/New Japan Supershow I                                    | O IWGP Heavyweight Championship de Fujinami também foi disputado. | [ 43 ]        |
| 42 | Ric Flair            | 9       | 19 de maio de 1991      | 112               | São Petersburgo, FL   | SuperBrawl I                                                 | | [ 44 ]        |
| —  | Vago                 | —       | 8 de setembro de 1991   | 339               | —                     | —                                                            | Título vago após Flair deixar a World Championship Wrestling (WCW). | [ 45 ]        |
| 43 | Masahiro Chono       | 1       | 12 de agosto de 1992    | 145               | Tóquio, JPN           | G1 Climax                                                    | Derrotou Rick Rude na final do torneio G1 Climax pelo título vago. | [ 46 ]        |
| 44 | The Great Muta       | 1       | 4 de janeiro de 1993    | 48                | Tóquio, JPN           | Fantastic Story in Tokyo Dome                                | O IWGP Heavyweight Championship de Muta também foi disputado. | [ 47 ]        |
| 45 | Barry Windham        | 1       | 21 de fevereiro de 1993 | 147               | Asheville, NC         | SuperBrawl III                                               | | [ 48 ]        |
| 46 | Ric Flair            | 10      | 18 de julho de 1993     | 57                | Biloxi, MS            | Beach Blast (1993)                                           | | [ 49 ]        |
| —  | Vago                 | —       | 13 de setembro de 1993  | 348               | —                     | —                                                            | Título vago após a World Championship Wrestling (WCW) encerrar sua parceria com a National Wrestling Alliance (NWA). | [ 50 ]        |
| 47 | Shane Douglas        | 1       | 27 de agosto de 1994    | <1                | Filadélfia, PA        | NWA World Title Tournament                                   | Douglas derrotou 2 Cold Scorpio na final de um torneio pelo título vago. | [ 51 ]        |
| —  | Vago                 | —       | 27 de agosto de 1994    | 84                | Filadélfia, PA        | NWA World Title Tournament                                   | Logo após vencer o título, Douglas anunciou o fim da relação entre a Eastern Championship Wrestling (ECW) e a National Wrestling Alliance (NWA) e vagou o campeonato em favor do ECW World Heavyweight Championship. | [ 51 ]        |
| 48 | Chris Candido        | 1       | 19 de novembro de 1994  | 97                | Cherry Hill, NJ       | SMW: NWA World Heavyweight Title Tournament                  | Derrotou Tracy Smothers na final de um torneio pelo título vago. | [ 52 ]        |
| 49 | Dan Severn           | 1       | 24 de fevereiro de 1995 | 1479              | Erlanger, NY          | Evento ao vivo                                               | | [ 53 ]        |
| 50 | Naoya Ogawa          | 1       | 14 de março de 1999     | 195               | Yokohama, JPN         | Evento ao vivo                                               | | [ 54 ]        |
| 51 | Gary Steele          | 1       | 25 de março de 1999     | 7                 | Charlotte, NC         | Aniversário de 51 anos da NWA                                | Foi uma luta Triple Threat também envolvendo Brian Anthony. | [ 55 ]        |
| 52 | Naoya Ogawa          | 2       | 2 de outubro de 1999    | 274               | Thomaston, CT         | Evento ao vivo                                               | | [ 56 ]        |
| —  | Vago                 | —       | 2 de julho de 2000      | 79                | —                     | —                                                            | |               |
| 53 | Mike Rapada          | 1       | 19 de setembro de 2000  | 56                | Tampa, FL             | Evento ao vivo                                               | Derrotou Jerry Flynn na final de um torneio pelo título vago. | [ 57 ]        |
| 54 | Sabu                 | 1       | 14 de novembro de 2000  | 38                | Tampa, FL             | Evento ao vivo                                               | | [ 54 ]        |
| 55 | Mike Rapada          | 2       | 22 de dezembro de 2000  | 123               | Nashville, TN         | Evento ao vivo                                               | | [ 58 ]        |
| 56 | Steve Corino         | 1       | 24 de abril de 2001     | 172               | Tampa, FL             | Evento ao vivo                                               | | [ 59 ]        |
| —  | Vago                 | —       | 13 de outubro de 2001   | 63                | São Petersburgo, FL   | Aniversário de 53 anos da NWA                                | Título vago após Corino se lesionar durante uma luta contra Shinya Hashimoto. | [ 60 ]        |
| 57 | Shinya Hashimoto     | 1       | 15 de dezembro de 2001  | 84                | McKeesport, PA        | Evento ao vivo                                               | Venceu o título vago após uma série de três lutas também envolvendo Gary Steele e Steve Corino. | [ 61 ]        |
| 58 | Dan Severn           | 2       | 9 de março de 2002      | 80                | Tóquio, JPN           | Evento ao vivo                                               | | [ 62 ]        |
| —  | Vago                 | —       | 28 de maio de 2002      | 22                | —                     | —                                                            | Título vago pela junta diretora da National Wrestling Alliance (NWA) após Severn não defender o título em um evento marcado. | [ 63 ]        |
| 59 | Ken Shamrock         | 1       | 19 de junho de 2002     | 49                | Huntsville, AL        | Pay-per-view semanal da NWA: TNA #1                          | Derrotou Malice pelo título vago após os dois vencerem uma battle royal qualificatória. | [ 64 ]        |
| 60 | Ron Killings         | 1       | 7 de agosto de 2002     | 105               | Nashville, TN         | Pay-per-view semanal da NWA: TNA #8                          | | [ 65 ]        |
| 61 | Jeff Jarrett         | 1       | 20 de novembro de 2002  | 203               | Nashville, TN         | Pay-per-view semanal da NWA: TNA #21                         | Durante o reinado, Jarrett unificou o título ao WWA World Heavyweight Championship ao derrotar Sting em 25 de maio de 2003. | [ 66 ]        |
| 62 | A.J. Styles          | 1       | 11 de junho de 2003     | 133               | Nashville, TN         | Pay-per-view semanal da NWA: TNA #48                         | Foi uma luta Triple Threat também envolvendo Raven. | [ 67 ]        |
| 63 | Jeff Jarrett         | 2       | 22 de outubro de 2003   | 182               | Nashville, TN         | Pay-per-view semanal da NWA: TNA #66                         | | [ 68 ]        |
| 64 | A.J. Styles          | 2       | 21 de abril de 2004     | 28                | Nashville, TN         | Pay-per-view semanal da NWA: TNA #90                         | Foi uma luta em uma jaula de aço. | [ 69 ]        |
| 65 | Ron Killings         | 2       | 19 de maio de 2004      | 14                | Nashville, TN         | Pay-per-view semanal da NWA: TNA #94                         | Foi uma luta quatro corners também envolvendo Chris Harris e Raven. | [ 70 ]        |
| 66 | Jeff Jarrett         | 3       | 2 de junho de 2004      | 347               | Nashville, TN         | Pay-per-view semanal da NWA: TNA #96                         | Foi uma luta King of the Mountain também envolvendo A.J. Styles, Chris Harris e Raven. | [ 71 ]        |
| 67 | Ray González         | 1       | 3 de abril de 2005      | <1                | San Juan, PRI         | IWA: Juicio Final                                            | O título foi retirado de González na mesma noite após o pinfall ter sido contado por um árbitro da IWA não credenciado pela National Wrestling Alliance (NWA). O reinado foi inicialmente ignorado pela NWA e pela Total Nonstop Action Wrestling (TNA), com Jarrett permanecendo campeão. A partir de 16 de fevereiro de 2015, a NWA passou a reconhecer o reinado de González. | [ 72 ]        |
| 68 | A.J. Styles          | 3       | 15 de maio de 2005      | 35                | Orlando, FL           | Hard Justice (2005)                                          | Derrotou Jeff Jarrett, que ainda era reconhecido como campeão. Tito Ortiz foi o árbitro da luta. | [ 73 ]        |
| 69 | Raven                | 1       | 19 de junho de 2005     | 88                | Orlando, FL           | Slammiversary (2005)                                         | Foi uma luta King of the Mountain também envolvendo Sean Waltman, Monty Brown e Abyss. | [ 74 ]        |
| 70 | Jeff Jarrett         | 4       | 15 de setembro de 2005  | 38                | Windsor, ON           | BCW: International Incident                                  | | [ 75 ]        |
| 71 | Rhino                | 1       | 23 de outubro de 2005   | 2                 | Orlando, FL           | Bound for Glory (2005)                                       | Tito Ortiz foi o árbitro da luta. | [ 76 ]        |
| 72 | Jeff Jarrett         | 5       | 25 de outubro de 2005   | 110               | Orlando, FL           | iMPACT!                                                      | Exibido em 3 de novembro de 2005. | [ 77 ]        |
| 73 | Christian Cage       | 1       | 12 de fevereiro de 2006 | 126               | Orlando, FL           | Against All Odds (2006)                                      | | [ 78 ]        |
| 74 | Jeff Jarrett         | 6       | 18 de junho de 2006     | 126               | Orlando, FL           | Slammiversary (2006)                                         | Foi uma luta King of the Mountain também envolvendo Sting, Abyss e Ron Killings. | [ 79 ]        |
| 75 | Sting                | 2       | 22 de outubro de 2006   | 28                | Plymouth, MI          | Bound for Glory (2006)                                       | Se perdesse, Sting se aposentaria. Kurt Angle foi o reforçador de regras do lado de fora do ringue. | [ 80 ]        |
| 76 | Abyss                | 1       | 19 de novembro de 2006  | 56                | Orlando, FL           | Genesis (2007)                                               | Venceu por desqualificação. | [ 81 ]        |
| 77 | Christian Cage       | 2       | 14 de janeiro de 2007   | 119               | Orlando, FL           | Final Resolution (2007)                                      | Foi uma luta Triple Threat também envolvendo Sting. | [ 82 ]        |
| —  | Vago                 | —       | 13 de maio de 2007      | 111               | —                     | —                                                            | Título vago após a Total Nonstop Action Wrestling (TNA) encerrar sua parceria com a National Wrestling Alliance (NWA). | [ 83 ]        |
| 78 | Adam Pearce          | 1       | 1 de setembro de 2007   | 336               | Bayamón, PRI          | Evento ao vivo da International Wrestling Association (IWA). | Derrotou Brent Albright na final de um torneio pelo título vago com Bryan Danielson como árbitro. | [ 84 ]        |
| 79 | Brent Albright       | 1       | 2 de agosto de 2008     | 49                | Nova Iorque, NY       | Death Before Dishonor VI                                     | | [ 85 ]        |
| 80 | Adam Pearce          | 2       | 20 de setembro de 2008  | 35                | Filadélfia, PA        | Evento ao vivo da Ring of Honor (ROH)                        | | [ 86 ]        |
| 81 | Blue Demon, Jr.      | 1       | 25 de outubro de 2008   | 505               | Cidade do México, MEX | Evento ao vivo                                               | | [ 87 ]        |
| 82 | Adam Pearce          | 3       | 14 de março de 2010     | 357               | Charlotte, NC         | NWA New Beginnings                                           | Foi uma luta Triple Threat também envolvendo Phil Shatter. | [ 88 ]        |
| 83 | Colt Cabana          | 1       | 6 de março de 2011      | 48                | Hollywood, CA         | NWA Championship Wrestling from Hollywood                    | | [ 89 ]        |
| 84 | The Sheik            | 1       | 23 de abril de 2011     | 79                | Jacksonville, FL      | NWA Pro Wrestling Fusion: Subtle Hustle                      | | [ 90 ]        |
| —  | Vago                 | —       | 11 de julho de 2011     | 20                | —                     | —                                                            | Título vago após Sheik se recusar a defender o cinturão contra Adam Pearce. | [ 91 ]        |
| 85 | Adam Pearce          | 4       | 31 de julho de 2011     | 252               | Columbus, OH          | NWA na Ohio State Fair                                       | Foi uma luta Fatal Four Way também envolvendo Chance Prophet, Jimmy Rave e Shawn Tempers. | [ 92 ]        |
| 86 | Colt Cabana          | 2       | 8 de abril de 2012      | 104               | Glendale, CA          | Gravação do NWA Championship Wrestling from Hollywood        | | [ 93 ]        |
| 87 | Adam Pearce          | 5       | 21 de julho de 2012     | 98                | Kansas City, KS       | Gravação do Metro Pro Wrestling                              | Foi uma luta de duas quedas. | [ 93 ]        |
| —  | Vago                 | —       | 27 de outubro de 2012   | 6                 | Berwick, AUS          | NWA Warzone Wrestling 14                                     | Título vago após Adam Pearce deixar a National Wrestling Alliance (NWA) pela companhia não permitir que ele defendesse o cinturão na final série de sete lutas contra Colt Cabana. Cabana venceu a luta, mas nenhum dos dois aceitou o título após o combate. | [ 94 ]        |
| 88 | Kahagas              | 1       | 2 de novembro de 2012   | 134               | Clayton, NJ           | NWA DAWG: Wrath of Champions                                 | Foi uma luta de eliminação pelo título vago também envolvendo Damien Wayne, Chance Prophet, Jason Kincaid, Lance Erikson, Anthony Nese, Papadon, Biggie Biggs e Lance Anoa'i. | [ 95 ]        |
| 89 | Rob Conway           | 1       | 16 de março de 2013     | 294               | San Antonio, TX       | NWA Branded Outlaw Wrestling: A Monster's Ball               | | [ 95 ]        |
| 90 | Satoshi Kojima       | 1       | 4 de janeiro de 2014    | 149               | Tóquio, JPN           | Wrestle Kingdom 8 in Tokyo Dome                              | | [ 96 ]        |
| 91 | Rob Conway           | 2       | 2 de junho de 2014      | 257               | Las Vegas, NV         | Show de reunião do Cauliflower Alley Club                    | | [ 97 ]        |
| 92 | Hiroyoshi Tenzan     | 1       | 14 de fevereiro de 2015 | 196               | Sendai, JPN           | The New Beginning in Sendai                                  | | [ 98 ]        |
| 93 | Jax Dane             | 1       | 29 de agosto de 2015    | 419               | San Antonio, TX       | NWA Branded Outlaw Wrestling: World War Gold                 | | [ 99 ]        |
| 94 | Tim Storm            | 1       | 21 de outubro de 2016   | 414               | Sherman, TX           | Evento ao vivo                                               | | [ 100 ]       |
| 95 | Nick Aldis           | 1       | 9 de dezembro de 2017   | 266               | Sewell, NJ            | Cage of Death 19                                             | | [ 101 ]       |
| 96 | Cody                 | 1       | 1 de setembro de 2018   | 50                | Chicago, IL           | All In                                                       | | [ 102 ]       |
| 97 | Nick Aldis           | 2       | 21 de outubro de 2018   | 2355+             | Nashville, TN         | NWA 70                                                       | Foi uma luta de duas quedas. | [ 103 ]       |

## Lista de reinados combinados

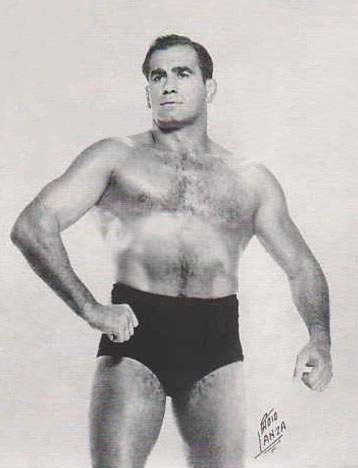
Lou Thesz, recordista em dias com o título, com 3.749 dias.

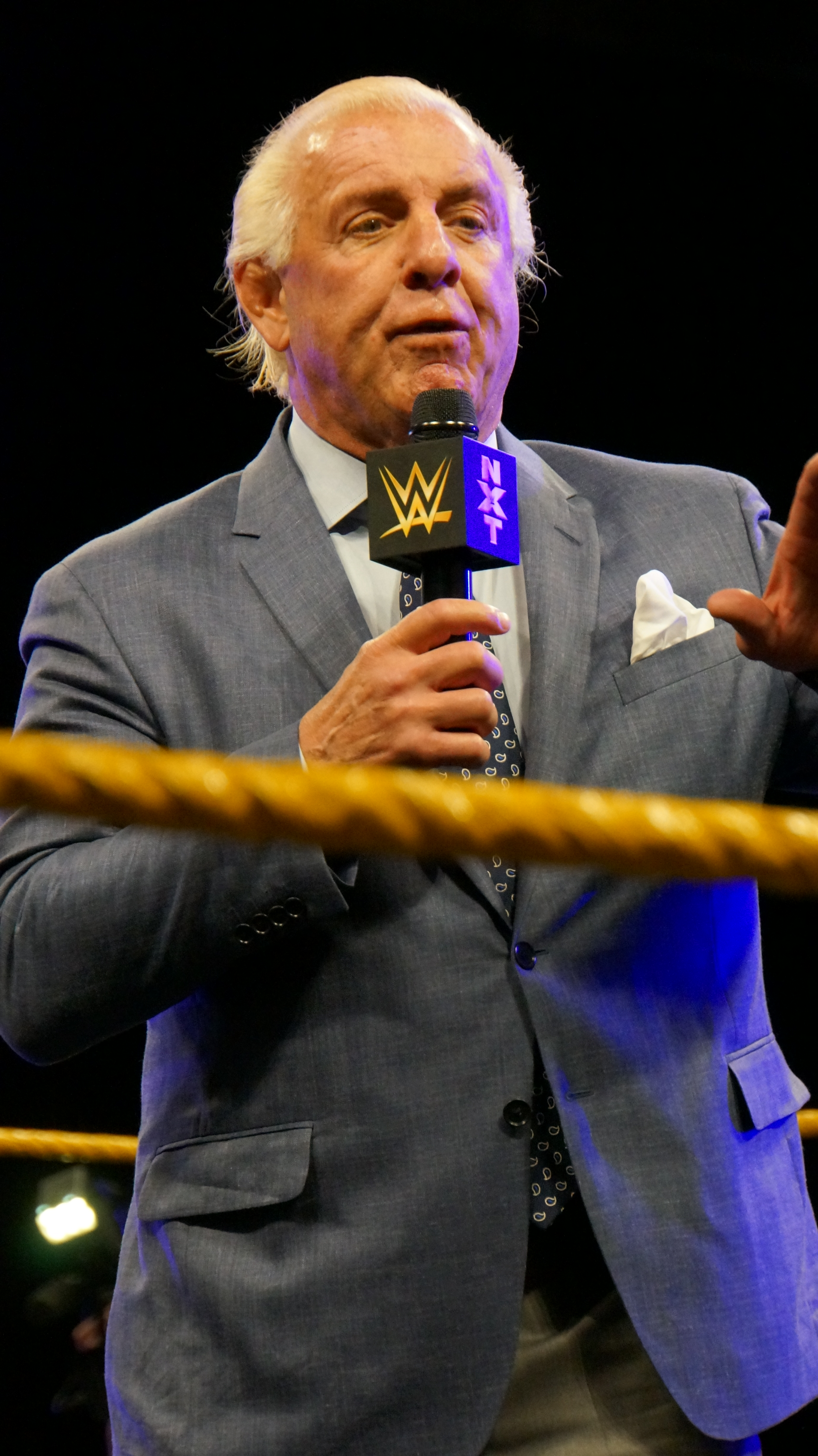
Ric Flair, recordista em reinados, com 10.

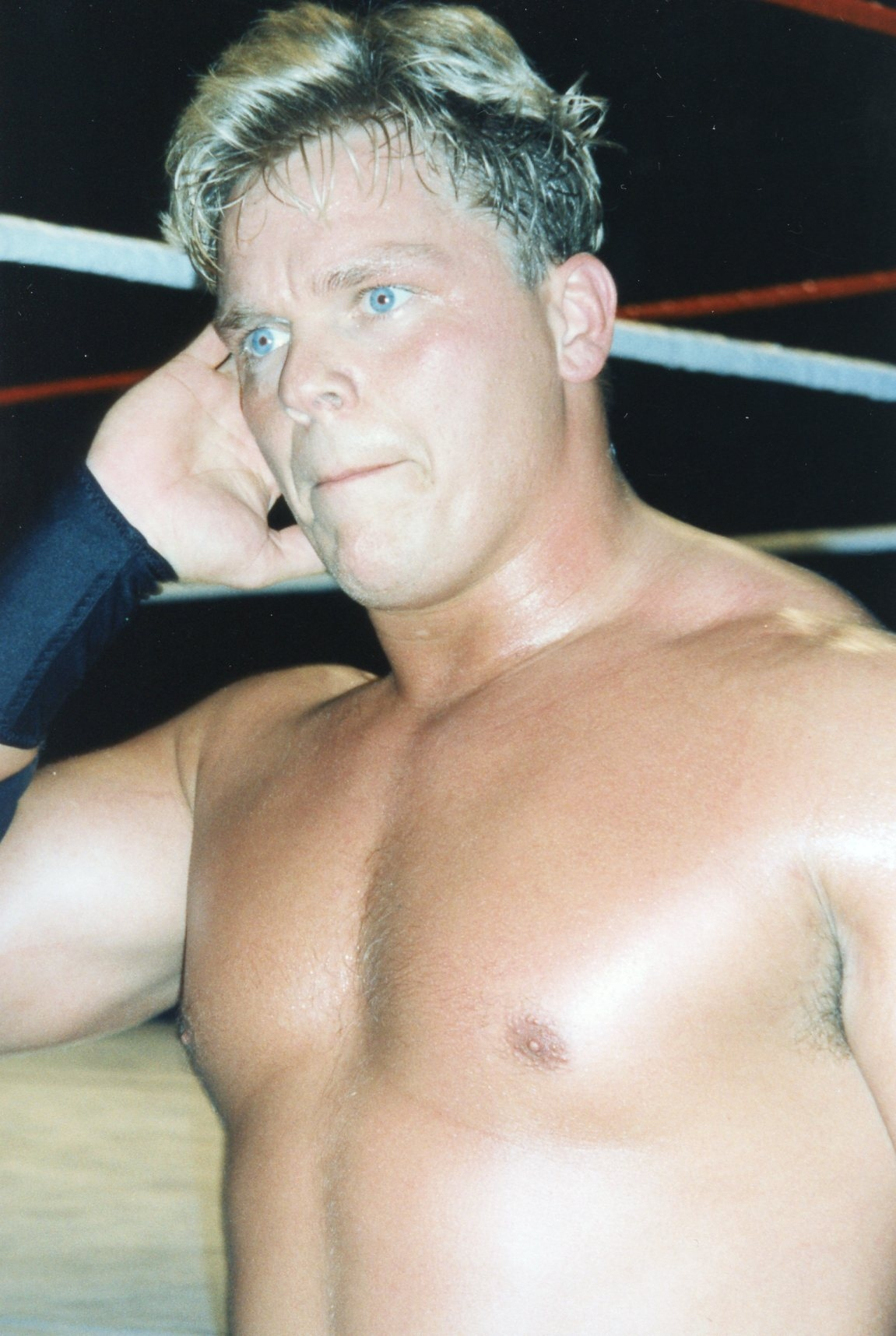
Shane Douglas, detentor do menor reinado da história do título, o mantendo por poucos minutos antes de deixá-lo vago em favor do título mundial dos pesos-pesados da ECW.

| Símbolo | Significado            |
| ------- | ---------------------- |
|         | Indica o atual campeão |

Em 2 de abril de 2025.
| Nº | Campeão              | Nº de reinados | Dias combinados |
| -- | -------------------- | -------------- | --------------- |
| 1  | Lou Thesz            | 3              | 3.749           |
| 2  | Ric Flair            | 10             | 3.161           |
| 3  | Harley Race          | 8              | 1.801           |
| 4  | Dory Funk, Jr.       | 1              | 1.563           |
| 5  | Dan Severn           | 2              | 1.559           |
| 6  | Gene Kiniski         | 1              | 1.131           |
| 7  | Adam Pearce          | 5              | 1.078           |
| 8  | Jeff Jarrett         | 6              | 1.006           |
| 9  | Pat O'Connor         | 1              | 903             |
| 10 | Jack Brisco          | 2              | 866             |
| 11 | Nick Aldis           | 2              | 2621+           |
| 12 | Buddy Rogers         | 1              | 573             |
| 13 | Rob Conway           | 1              | 551             |
| 14 | Blue Demon, Jr.      | 1              | 505             |
| 15 | Orville Brown        | 1              | 501             |
| 16 | Naoya Ogawa          | 2              | 469             |
| 17 | Terry Funk           | 1              | 424             |
| 18 | Dick Hutton          | 1              | 421             |
| 19 | Jax Dane             | 1              | 419             |
| 20 | Tim Storm            | 1              | 414             |
| 21 | Christian Cage       | 2              | 245             |
| 22 | Whipper Billy Watson | 1              | 239             |
| 23 | Sting                | 2              | 216             |
| 24 | A.J. Styles          | 3              | 196             |
| 24 | Hiroyoshi Tenzan     | 1              | 196             |
| 25 | Mike Rapada          | 2              | 179             |
| 26 | Steve Corino         | 1              | 172             |
| 27 | Colt Cabana          | 2              | 152             |
| 28 | Satoshi Kojima       | 1              | 149             |
| 29 | Barry Windham        | 1              | 147             |
| 30 | Masahiro Chono       | 1              | 145             |
| 31 | Kahagas              | 1              | 134             |
| 32 | Ron Killings         | 2              | 119             |
| 33 | Dusty Rhodes         | 3              | 107             |
| 34 | Chris Candido        | 1              | 97              |
| 35 | Raven                | 1              | 88              |
| 36 | Shinya Hashimoto     | 1              | 84              |
| 37 | The Sheik            | 1              | 79              |
| 38 | Ricky Steamboat      | 1              | 76              |
| 39 | Ron Garvin           | 1              | 62              |
| 40 | Tatsumi Fujinami     | 1              | 59              |
| 41 | Abyss                | 1              | 56              |
| 42 | Cody                 | 1              | 50              |
| 43 | Brent Albright       | 1              | 49              |
| 43 | Ken Shamrock         | 1              | 49              |
| 44 | The Great Muta       | 1              | 48              |
| 45 | Sabu                 | 1              | 38              |
| 46 | Giant Baba           | 3              | 19              |
| 47 | Kerry Von Erich      | 1              | 18              |
| 48 | Gary Steele          | 1              | 7               |
| 49 | Tommy Rich           | 1              | 4               |
| 50 | Rhino                | 1              | 2               |
| 51 | Ray González         | 1              | <1              |
| 51 | Shane Douglas        | 1              | <1              |